# Planodes papuanus
Planodes papuanus är en skalbaggsart som beskrevs av Stefan von Breuning 1948. Planodes papuanus ingår i släktet Planodes och familjen långhorningar. Inga underarter finns listade i Catalogue of Life.